# Leandro Paredes
Leandro Daniel Paredes (født 29. juni 1994) er en argentinsk professionel fodboldspiller, som spiller for Serie A-klubben Roma og Argentinas landshold.

## Klubkarriere

### Boca Juniors
Paredes begyndte sin karriere hos Boca Juniors, hvor han gjorde sin professionelle debut i november 2010.
Han blev i januar 2014 udlejet til Chievo Verona.

### Roma
Paredes skiftede i juli 2014 til AS Roma på en lejeaftale med en købsoption. Aftalen blev gjort permanent i juni 2015.
Han blev i 2015-16 sæsonen udlejet til Empoli.

### Zenit Skt. Petersborg
Paredes skiftede i juli 2017 til russiske Zenit Skt. Petersborg.

### Paris Saint-Germain
Paredes skiftede i januar 2019 til Paris Saint-Germain.

#### Leje til Juventus
Paredes blev i august 2022 udlejet til Juventus med en købsoption.

### Roma retur
Paredes vendte i august 2023 tilbage til AS Roma på en fast aftale.

## Landsholdskarriere

### Ungdomslandshold
Paredes har repræsenteret Argentina på U/20-niveau.

### Seniorlandshold
Paredes debuterede for Argentinas landshold den 13. juni 2017.

## Titler
Boca Juniors
- Argentinske Primera División: 1 (Apertura 2011)
- Copa Argentina: 1 (2011-12)

Zenit Skt. Petersborg
- Russiske Premier League: 1 (2018-19)

Paris Saint-Germain
- Ligue 1: 4 (2018-19, 2019-20, 2021-22, 2022-23)
- Coupe de France: 2 (2019-20, 2020-21)
- Coupe de la Ligue: 1 (2019-20)
- Trophée des Champions: 3 (2019, 2020, 2022)

Argentina
- Copa América: 1 (2021)
- Verdensmesterskabet: 1 (2022)

Individuelle
- Copa América Turneringens hold: 1 (2019)